# Mông Cổ chinh phục Tây Hạ
Mông Cổ chinh phục Tây Hạ hay Chiến tranh Mông - Hạ là một loạt các cuộc xung đột giữa Đế quốc Mông Cổ và vương quốc Tây Hạ của người Đảng Hạng. Với sự trỗi dậy và tham vọng bành trướng lãnh thổ, Đại hãn Mông Cổ là Thành Cát Tư Hãn đã chỉ huy một số cuộc đột kích đầu tiên chống lại Tây Hạ trước khi phát động một cuộc xâm lược toàn diện vào năm 1209. Điều này đánh dấu cả một cuộc xâm lược lớn đầu tiên do Thành Cát Tư Hãn thực hiện và cuộc xâm lược lớn đầu tiên của người Mông Cổ vào khu vực Trung Quốc ngày nay.
Sau một cuộc bao vây thủ đô Ngân Xuyên kéo dài gần một năm, mặc dù dòng sông chuyển hướng vô tình làm ngập trại của người Mông Cổ, vua Tây Hạ Tương Tông đã phải đầu hàng vào tháng 1 năm 1210. Trong gần một thập kỷ, Tây Hạ thần phục và hỗ trợ Mông Cổ trong Chiến tranh Mông-Kim, nhưng khi Thành Cát Tư Hãn xâm lược nhà Khwarezm-Shah Hồi giáo vào năm 1219, Tây Hạ đã cố gắng ly khai khỏi Đế quốc Mông Cổ và liên kết đồng minh với các nước Kim và Tống. Tức giận vì sự phản bội này, năm 1225, Thành Cát Tư Hãn gửi một đạo quân chinh phạt thứ hai vào Tây Hạ. Thành Cát Tư Hãn có ý định tiêu diệt toàn bộ nền văn hóa Tây Hạ, và chiến dịch của ông ta đã phá hủy một cách có hệ thống các thành thị và nhiều vùng nông thôn Tây Hạ, đỉnh điểm là cuộc bao vây kinh đô năm 1227 cùng với các cuộc tấn công vào lãnh thổ nước Kim. Tuy nhiên, khi cuộc bao vây bước vào giai đoạn cuối, Thành Cát Tư Hãn bất ngờ chết vì một nguyên nhân không rõ ràng vào tháng 8 năm 1227, mặc dù một số tài liệu nói rằng ông đã bị tử thương trong một trận chiến với quân Tây Hạ. Sau khi ông qua đời, Ngân Xuyên rơi vào tay người Mông Cổ và phần lớn dân số ở đây bị tàn sát.

## Bối cảnh
Vương quốc Tây Hạ, còn được gọi là Tangut, hoặc Minya, nổi lên vào năm 1038, với cương thổ rộng nhất bao phủ các tỉnh Tây bắc Trung Quốc ngày nay như Ninh Hạ, Cam Túc, đông Thanh Hải, bắc Thiểm Tây, đông bắc Tân Cương, tây nam Nội Mông, và cực nam Ngoại Mông. Là một quốc gia khá nhỏ so với bấy giờ, Tây Hạ phải vật lộn chống lại các nước láng giềng lớn hơn và hùng mạnh hơn, như nhà Liêu ở phía Đông và Đông Bắc, nhà Tống ở phía Đông Nam. Khi nhà Kim nổi lên vào năm 1115 và thay thế nhà Liêu, Tây Hạ cuối cùng chấp nhận địa vị chư hầu cho đế quốc Kim mới nổi lên. Trong cuộc chiến tranh chống Tống, Tây Hạ tham chiến hỗ trợ quân Kim và nhờ đó đã đoạt được hàng ngàn dặm vuông của đất Tống.
Tuy nhiên, qua nhiều năm quan hệ giữa Hạ và Kim dần suy giảm. Sau cái chết của Tây Hạ Nhân Tông, Tây Hạ Hoàn Tông lên ngôi và quyền lực của Tây Hạ bắt đầu suy yếu. Mặc dù thua kém về mặt quân sự so với nước Kim láng giềng, Tây Hạ vẫn có ảnh hưởng đáng kể trên các thảo nguyên phía Bắc. Tây Hạ thường chào đón các thủ lĩnh bộ lạc Khắc Liệt do các mối quan hệ thương mại chặt chẽ trên vùng thảo nguyên và vì khả năng sử dụng những người tị nạn như những con tốt ở Cao nguyên Mông Cổ. Vào cuối thập niên 1190 và đầu thập niên 1200, Thiết Mộc Chân, sau này trở thành Thành Cát Tư Hãn đã bắt đầu củng cố quyền lực của ông ở Mông Cổ. Sau cái chết của thủ lĩnh Khắc Liệt Ong Khan trước Đế chế Mông Cổ mới nổi của Thiết Mộc Chân vào năm 1203, thủ lĩnh Khắc Liệt là Nilqa Senggum, dẫn đầu một nhóm nhỏ tùy tùng của ông tiến vào Tây Hạ. Tuy nhiên, sau khi đoàn tùy tùng của ông ta cướp bóc người dân địa phương, Nilqa Senggum bị trục xuất khỏi lãnh thổ Tây Hạ.

## Các cuộc đột kích thăm dò
Lấy cớ là nơi ẩn náu tạm thời của kẻ thù Nilga Senggum ở Tây Hạ, Thiết Mộc Chân đã phát động một cuộc đột kích chống lại Tây Hạ vào năm 1205 ở vùng Edsin. Người Mông Cổ cướp bóc các khu định cư ở biên giới và một quý tộc Tây Hạ ở địa phương đã chấp nhận quyền lực tối cao của Mông Cổ. Trong một cuộc đột kích vào Cam Châu (Trương Dịch ngày nay), quân Mông Cổ đã bắt được một người con trai của vị tướng thủ thành. Cậu bé này gia nhập quân đội Mông Cổ và lấy tên Mông Cổ, Sát Hãn (察罕), và cuối cùng thăng cấp trở thành chỉ huy đội cận vệ riêng của Thiết Mộc Chân. Năm tiếp theo, 1206, Thiết Mộc Chân chính thức lấy hiệu là Thành Cát Tư Hãn, người cai trị tất cả người Mông Cổ, đánh dấu sự khởi đầu chính thức của Đế chế Mông Cổ, trong khi Lý An Toàn giết vua Tây Hạ Hoàn tông trong một cuộc đảo chính và tự mình lên ngôi Hoàng đế. Năm 1207, Thành Cát Tư Hãn dẫn đầu một cuộc đột kích khác vào Tây Hạ, xâm lược vùng Ordo và cướp phá Ô Hải, đơn vị đồn trú chính dọc sông Hoàng Hà, trước khi rút lui vào năm 1208.
Thành Cát Tư Hãn sau đó bắt đầu chuẩn bị cho một cuộc xâm lược toàn diện. Bằng cách xâm lược Tây Hạ, ông ta sẽ có thêm được một chư hầu thần phục, và cũng sẽ nắm quyền kiểm soát các tuyến đường lữ hành dọc theo "Con đường tơ lụa" để mang lại cho người Mông Cổ nguồn thu quý giá. Hơn nữa, từ Tây Hạ ông ta có thể tiến hành các cuộc tấn công vào nước Kim thậm chí còn giàu có hơn.

## Cuộc chinh phạt đầu tiên

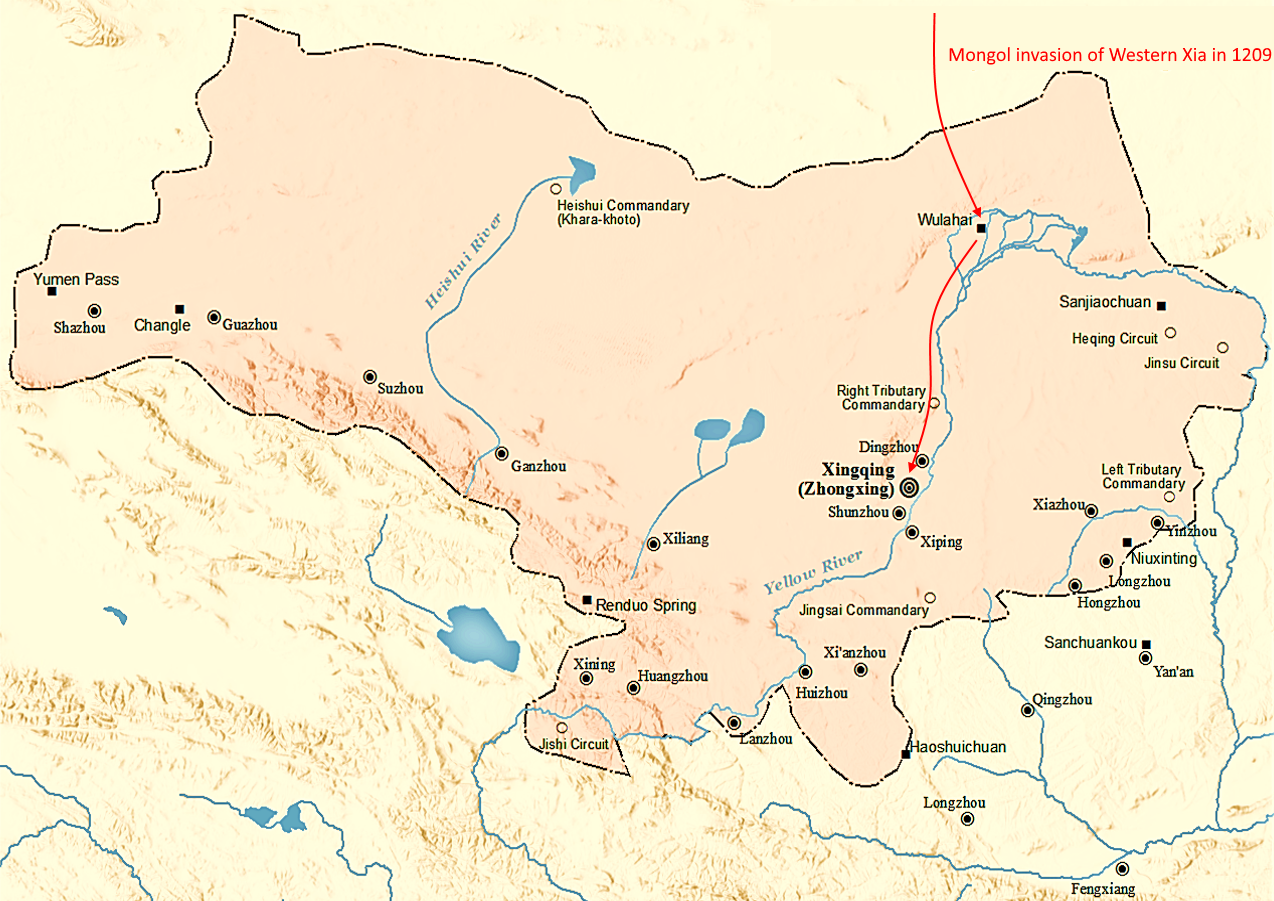
Mông Cổ xâm lược Tây Hạ năm 1209

Năm 1209, Thành Cát Tư Hãn tiến hành chiến dịch thực sự chinh phục Tây Hạ. Lý An Toàn yêu cầu viện trợ từ nước Kim, nhưng hoàng đế mới của Kim là Hoàn Nhan Doãn Tế đã từ chối viện trợ. Sau khi đánh bại một lực lượng do Cao Lương Huệ chỉ huy bên ngoài Lạt Hài Thành (剌孩城), quân Mông Cổ đã chiếm được thành phố và tiến lên dọc theo sông Hoàng Hà, công phá một số thành trì trên đường tiến quân, đến pháo đài Khắc Di Môn (克夷門), nơi bảo vệ con đường duy nhất qua dãy núi Hạ Lan để đến kinh đô Ngân Xuyên của Tây Hạ. Với lực lượng đồn trú lên đến 7 vạn, cộng với 5 vạn quân tiếp viện, tòa thành tỏ ra quá khó để chiếm giữ, và sau hai tháng bế tắc, quân Mông Cổ quyết định dùng kế nghi binh, giả cách rút lui, dụ quân đồn trú do Ngụy Danh Linh Công (嵬名令公) đuổi theo rồi dễ dàng tiêu diệt họ trong một trận phục kích. Con đường thương mại đã rộng mở, Thành Cát Tư Hãn tiến về kinh đô Tây Hạ.
Được phòng thủ một cách vững chắc, kinh đô Ngân Xuyên của Tây Hạ có binh lực khoảng 15 vạn quân, gần gấp đôi quân Mông Cổ. Một trong những lợi thế của quân Tây Hạ trong cuộc chiến phòng thủ, là quân Mông Cổ thiếu trang bị và kinh nghiệm thích hợp để chiếm thành trì. Quân Mông Cổ đã tiếp cận kinh thành từ tháng 5, nhưng đến tận tháng 10 vẫn không thành công trong việc công phá thành. Thành Cát Tư Hãn đã cố gắng làm ngập lụt Ngân Xuyên bằng cách chuyển dòng sông và mạng lưới kênh tưới của nó vào tòa thành, và đến tháng 1 năm 1210, các bức tường thành của Ngân Xuyên gần như bị phá vỡ. Tuy nhiên, con đê dùng để chuyển dòng sông đã bị vỡ, và trận lụt sau đó đã quét sạch trại của người Mông Cổ, buộc quân Mông Cổ phải chiếm lấy vùng đất cao hơn. Bất chấp sự thất bại này, người Mông Cổ vẫn gây ra mối đe dọa đối với Tây Hạ. Do mùa màng bị phá hủy và không có sự viện trợ nào từ nước Kim, Lý An Toàn đành đồng ý phục tùng sự cai trị của người Mông Cổ, thể hiện lòng trung thành của mình bằng cách gả con gái của ông là Chaka cho Thành Cát Tư Hãn, chịu cống lạc đà, chim ưng và hàng dệt may cho Mông Cổ.

## Tây Hạ làm chư hầu của Mông Cổ
Năm 1210, Tây Hạ tấn công nước Kim để trả thù cho việc từ chối viện trợ chống lại quân Mông Cổ. Năm sau, quân Mông Cổ tiến quân qua Tây Hạ và bắt đầu chiến tranh Mông-Kim kéo dài 23 năm. Cùng năm đó, Lý An Toàn thoái vị và sau đó qua đời, sau khi Tây Hạ Thần Tông lên ngôi.
Tuy nhiên, mặc dù đã hỗ trợ người Mông Cổ chống lại Kim, vào năm 1217 khi Thành Cát Tư Hãn yêu cầu họ giúp đỡ cho các chiến dịch Trung Á của ông nhưng Tây Hạ từ chối giao quân. Để đe dọa, quân Mông Cổ đã bao vây kinh đô Ngân Xuyên trước khi rút lui như một lời cảnh báo. Năm 1219, Thành Cát Tư Hãn phát động chiến dịch chinh phạt Khwarazmian ở Trung Á và một lần nữa yêu cầu viện quân từ Tây Hạ. Tuy nhiên, hoàng đế Tây Hạ lại từ chối tham gia chiến dịch, nói rằng nếu Thành Cát Tư Hãn có quá ít quân để tấn công Khwarazm thì ông ta không có tư cách là Đại hãn. Tức giận, Thành Cát Tư Hãn đã thề báo thù Tây Hạ, rồi dẫn quân đánh Khwarazm, trong khi đó Tây Hạ cố gắng liên minh với Kim và Tống để chống lại người Mông Cổ.

## Cuộc chinh phạt thứ hai

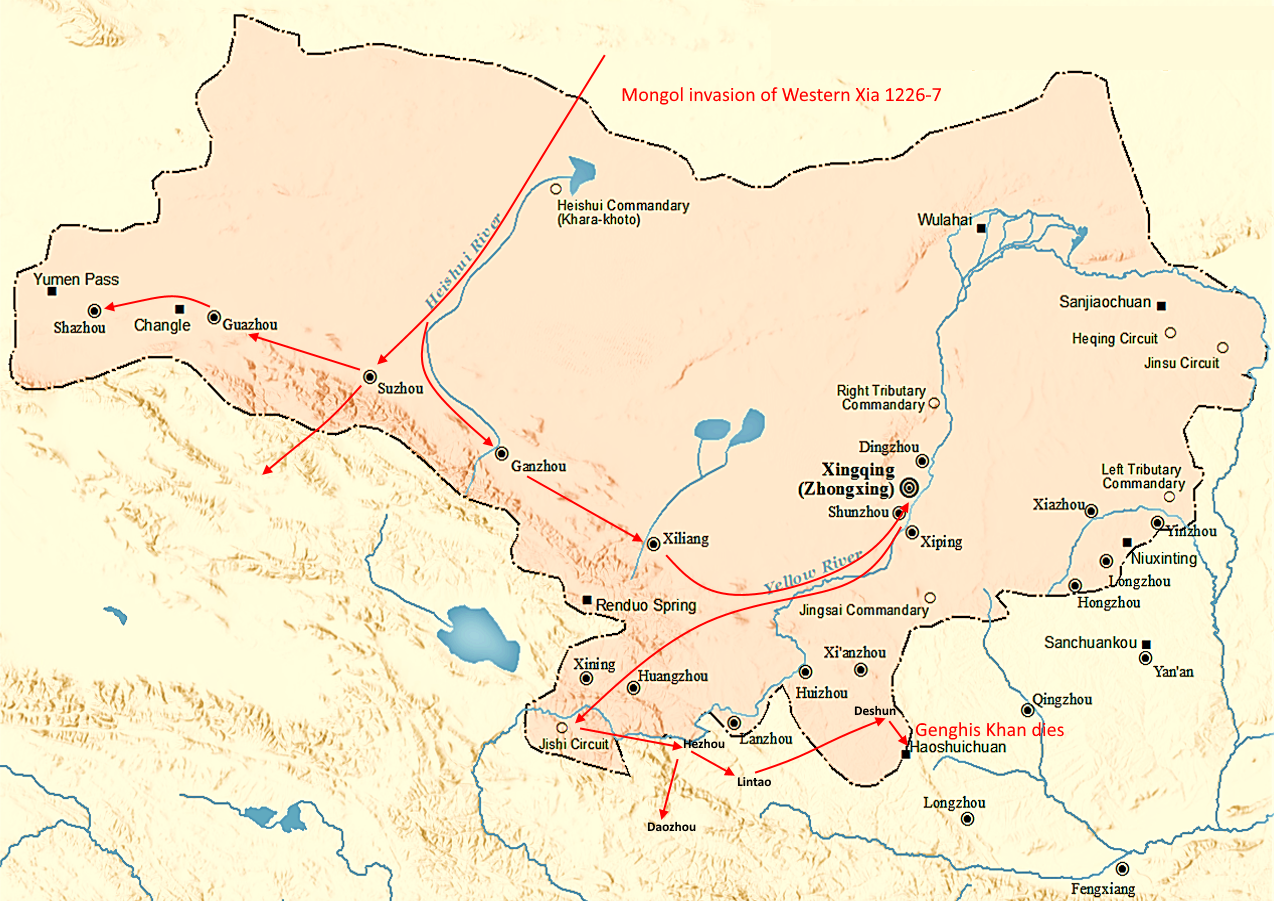
Mông Cổ xâm lược Tây Hạ, 1226-1227

Sau khi đánh bại Khwarazm vào năm 1221, Thành Cát Tư Hãn đã chuẩn bị quân đội của mình để trừng phạt Tây Hạ vì sự phản bội của họ. Trong khi đó, Thần Tông thoái vị vào năm 1223, nhường ngôi cho con trai là Tây Hạ Hiến Tông. Năm 1225, Thành Cát Tư Hãn tấn công Tây Hạ với lực lượng xấp xỉ 18 vạn quân. Sau khi chiếm Khara-Khoto, quân Mông Cổ bắt đầu một cuộc tiến quân về phía nam. Chỉ huy quân Tây Hạ là A Sa (阿沙) không đủ khả năng để đối đầu với quân Mông Cổ vì phải hành quân mệt mỏi về phía tây từ kinh đô Ngân Xuyên băng qua 500 km sa mạc. Không có đội quân đủ mạnh để giao chiến ngăn chặn, quân Mông Cổ đã chọn những mục tiêu tốt nhất để tấn công và khi mỗi thành phố thất thủ, quân Mông Cổ sẽ chiêu nạp tù binh, người đào tẩu, tiếp tế và vũ khí để đánh tiếp.
Tức giận trước sự kháng cự quyết liệt của Tây Hạ, Thành Cát Tư Hãn đã ra lệnh triệt hạ tất cả các vùng nông thôn và phá hủy một cách có hệ thống các thành phố khi quân Mông Cổ đi qua. Hai tháng sau khi chiếm được Khara-Khoto, quân Mông Cổ tiến đến Kỳ Liên Sơn đóng quân bên bờ đông của dòng sông Etsin, cách Khara-Khoto khoảng 300 km về phía nam. Lúc này, Thành Cát Tư Hãn phân chia các cánh quân, cử tướng Tốc Bất Đài phụ trách các thành phố ở cực tây, trong khi quân chủ lực tiến về phía đông vào trung tâm của Tây Hạ. Sau đó, Thành Cát Tư Hãn cho vây hãm Túc Châu và chiếm được thành này sau 5 tuần. Sau đó, ông chuyển đến Trương Dịch, quê hương của vị tướng Sát Hãn của ông. Cha của Sát Hãn khi đó là tướng thủ thành, vì vậy Sát Hãn đã cố gắng đàm phán với cha mình. Tuy nhiên, vị phó tướng trong thành đã tổ chức binh biến, giết cha của Sát Hãn và không chịu đầu hàng. Thành trì cầm cự được 5 tháng trước khi thất thủ, và mặc dù Thành Cát Tư Hãn đang tức giận và đe dọa báo thù, Sát Hãn thuyết phục ông ta chỉ giết 35 kẻ âm mưu đã giết cha của mình.
Tháng 8 năm 1226, Thành Cát Tư Hãn cho quân tránh nóng ở dãy núi Kỳ Liên Sơn trong khi một cánh quân khác của ông tiếp cận Vũ Uy, thành trì lớn thứ hai của Tây Hạ. Vì không có quân cứu viện từ kinh thành, Vũ Uy quyết định đầu hàng nhờ đó tránh bị tàn phá phần nào. Bấy giờ, Hiến Tông băng hà, để lại Mạt chủ đối phó với tình trạng sụp đổ khi quân Mông Cổ đánh chiếm kinh đô. Vào mùa thu, Thành Cát Tư Hãn hội quân, chiếm Lương Châu, băng qua sa mạc Hạ Lan Sơn, đến tháng 11, bao vây Linh Vũ, chỉ cách Ngân Xuyên 30 km. Tại đây diễn ra trận Hoàng Hà, Tây Hạ tiến hành một cuộc phản công với binh lực khoảng 30 vạn quân, giao tranh quân Mông Cổ dọc theo bờ sông và hệ thống kênh rạch bị đóng băng. Quân Mông Cổ tiêu diệt đông đảo quân Tây Hạ, được cho là đã đếm được 30 vạn xác lính Tây Hạ sau trận chiến.
Khi đến Ngân Xuyên vào năm 1227 và bao vây kinh đô này, Thành Cát Tư Hãn đã chuẩn bị xâm lược nước Kim để vô hiệu hóa bất kỳ mối đe dọa nào từ việc nhà Kim gửi quân cứu viện cho Tây Hạ cũng như tạo tiền đề cho một cuộc chinh phục cuối cùng. Thành Cát Tư Hãn đã cử một đạo quân dưới quyền con trai ông là Oa Khoát Đài và tướng Sát Hãn tiến về biên giới phía nam. Họ đã đẩy lùi quân Kim dọc theo Vị Hà và nam Thiểm Tây, thậm chí gửi một số quân vượt qua Tần Lĩnh đe dọa Khai Phong, kinh đô của Kim. Thành Cát Tư Hãn sau đó lại hội quân với Tốc Bất Đài và đi về phía tây nam đến một khu vực thuộc Ninh Hạ và Cam Túc ngày nay. Tốc Bất Đài đã vượt qua các phần phía bắc của dãy núi Lục Bàn, tiến quân ngoằn ngoèo từ thị trấn này sang thị trấn khác trong suốt tháng 2 và tháng 3, và chinh phục thung lũng sông Thao và vùng Lan Châu. Trong khi đó, Thành Cát Tư Hãn dẫn quân về phía nam, dọc theo sông Thanh Thủy.
Trở lại Tây Hạ, Ngân Xuyên bị bao vây trong khoảng 6 tháng, và Thành Cát Tư Hãn dù đang bận chỉ đạo một cuộc bao vây Long Đức, đã cử Sát Hãn đến thương thảo. Sát Hãn báo rằng vua Tây Hạ đồng ý đầu hàng, nhưng muốn một tháng để chuẩn bị cống phẩm. Thành Cát Tư Hãn tỏ vẻ đồng ý, nhưng lại bí mật lên kế hoạch giết vua Tây Hạ. Trong khi hòa đàm diễn ra, Thành Cát Tư Hãn vẫn tiếp tục các hoạt động quân sự xung quanh dãy núi Lục Bàn gần Cố Nguyên, từ chối lời cầu hòa từ nước Kim, và chuẩn bị đánh Kim ở biên giới cùng với quân Tống. Tuy nhiên, vào tháng 8 năm 1227, Thành Cát Tư Hãn băng hà vì một nguyên nhân lịch sử không chắc chắn, và để không gây nguy hiểm cho chiến dịch đang diễn ra, cái chết của ông được giữ bí mật. Tháng 9 năm 1227, Tây Hạ Mạt chủ đầu hàng quân Mông Cổ và nhanh chóng bị xử tử. Quân Mông Cổ sau đó đã cướp bóc không thương tiếc Ngân Xuyên, tàn sát dân cư của thành phố, cướp bóc các lăng mộ của hoàng gia ở phía tây thành phố, và hoàn thành việc tiêu diệt nhà nước Tây Hạ.

### Cái chết của Thành Cát Tư Hãn
Tháng 8 năm 1227, trong khi Ngân Xuyên gần kề thất thủ, Thành Cát Tư Hãn qua đời. Nguyên nhân chính xác cái chết của ông vẫn còn là một bí ẩn, và có nhiều nguyên nhân khác nhau được đưa ra, như do trọng thương trong một trận chiến với quân Tây Hạ, bị ngã ngựa, bệnh tật hoặc vết thương do săn bắn hoặc chiến đấu. Biên niên sử Galician-Volhynian cho rằng ông đã bị giết bởi quân Tây Hạ trong trận chiến, trong khi Marco Polo viết rằng ông chết sau khi bị nhiễm trùng bởi một vết thương do tên bắn trúng trong chiến dịch cuối cùng của mình. Các biên niên sử của người Mông Cổ sau này liên kết cái chết của Thành Cát Tư Hãn với một công chúa Tây Hạ bị lấy làm chiến lợi phẩm. Một biên niên sử từ đầu thế kỷ 17 thậm chí còn kể lại truyền thuyết rằng công chúa giấu một con dao găm nhỏ và đâm ông ta, mặc dù một số tác giả người Mông Cổ đã nghi ngờ phiên bản này và nghi ngờ nó là một giả thuyết do đối thủ Oirads tạo ra.

## Hậu quả

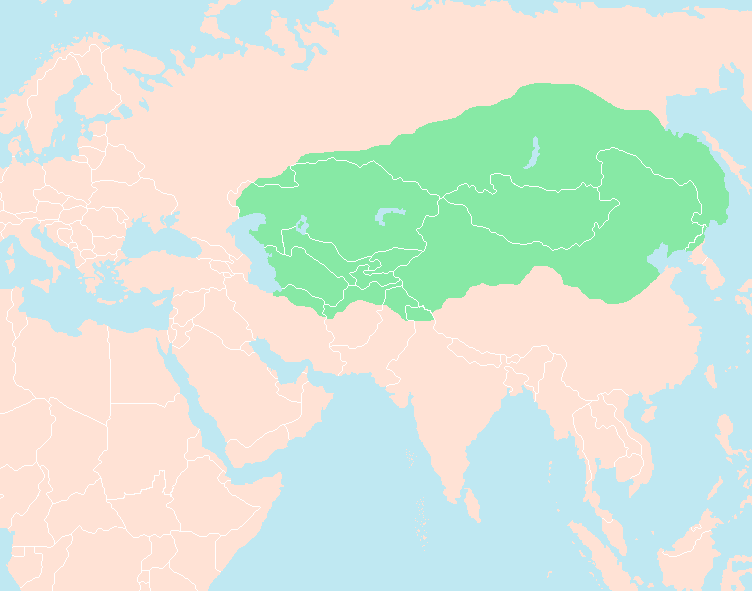
Đế chế Mông Cổ vào thời điểm Thành Cát Tư Hãn băng hà năm 1227.

Sự tàn phá của Tây Hạ trong chiến dịch thứ hai gần như là sự diệt chủng. Theo John Man, Tây Hạ ít được ai biết đến ngoài các chuyên gia trong lĩnh vực này chính vì chính sách của Thành Cát Tư Hãn là xóa sổ hoàn toàn. Ông cho rằng "Có một trường hợp được đưa ra rằng đây là ví dụ đầu tiên được ghi nhận về hành động diệt chủng cố ý. Đó chắc chắn là một cuộc diệt chủng rất thành công."
Tuy nhiên, một số thành viên của hoàng tộc Tây Hạ đã kịp di cư đến tây Tứ Xuyên, bắc Tây Tạng, thậm chí có thể là đông bắc Ấn Độ, trong một số trường hợp trở thành những thủ lĩnh cai trị địa phương. Một nhà nước Tây Hạ nhỏ được thành lập ở Tây Tạng dọc theo thượng nguồn sông Nhã Lung, trong khi các nhóm dân Tây Hạ khác định cư ở những tỉnh ngày nay là Hà Nam và Hà Bắc. Ở Trung Quốc, tàn tích của Tây Hạ vẫn tồn tại đến giữa nhà Minh.
Bất chấp cái chết của Thành Cát Tư Hãn, Đế chế Mông Cổ cuối cùng đã thành công trong việc đánh bại Tây Hạ. Giờ đây, những người kế vị Thành Cát Tư Hãn tập trung vào việc thống nhất phần còn lại của Trung Quốc. Nhà Kim, vốn đang quay cuồng với những tổn thất lớn về đất đai và quân đội do chiến dịch Mông Cổ đang diễn ra kể từ năm 1211, cuối cùng đã sụp đổ vào năm 1234. Vương quốc Đại Lý ở tây nam Trung Quốc bị xâm lược vào năm 1253 và Nhà Tống ở miền nam Trung Quốc, sau hơn 4 thập kỷ xung đột bắt đầu vào năm 1235, đã đầu hàng vào năm 1279. Vó ngựa Mông Cổ chỉ thất bại tại Đại Việt năm 1258, và nhà Nguyên sau đó còn nếm mùi thất bại tại đây thêm 2 lần nữa vào các năm 1285 và 1288.

### Trích dẫn
1. ↑  Wang 1993
2. ↑  Bian 2005
3. 1 2 3  May 2012, tr. 1211
4. ↑  Atwood, tr. 590
5. ↑  de Hartog 2004, tr. 59
6. ↑  Bor, tr. 204
7. 1 2  Man 2004, tr. 212
8. 1 2 3  Man 2004, tr. 213
9. ↑  Rossabi 2009, tr. 156
10. 1 2 3  Kohn 2007, tr. 205
11. ↑  Man 2004, tr. 130
12. ↑  Man 2004, tr.131.
13. ↑  Man 2004, tr. 131
14. ↑  Peers 2006, tr. 135
15. ↑  Weatherford, tr. 85
16. ↑  Man 2004, tr. 133
17. ↑  Kessler 2012, tr. 91
18. ↑  Dunnell 1996, tr. xxv
19. ↑  Sinor, Shimin, Kychanov 1998, tr. 213
20. ↑  Man 2004, tr. 160
21. 1 2 3  Ebrey 2012, tr. 199
22. 1 2  Emmons 2012, tr. 139
23. ↑  Mote 1999, tr. 255–256
24. 1 2 3  de Hartog 2004, tr. 135
25. ↑  Man 2004, tr. 212–213
26. 1 2  Hartog 2004, tr. 134
27. ↑  Man 2004, tr. 214
28. ↑  Tucker 2010, tr. 276
29. ↑  Man 2004, tr. 215
30. ↑  Man 2004, tr. 215, 217
31. ↑  Man 2004, tr. 219
32. ↑  Man 2004, tr. 219–220
33. ↑  de Hartog 2004, tr. 137
34. 1 2  Lange 2003, tr. 71
35. ↑  Man 2004, tr. 238
36. ↑  Sinor, Shimin, Kychanov 1998, tr. 214
37. 1 2  Mote 1999, tr. 256
38. 1 2  Boland-Crewe & Lea 2002, tr. 215
39. ↑  Hart-Davis 2007, tr. 165
40. ↑  Man 2004, tr. 239–240
41. ↑  Heissig 1964, tr.124
42. ↑  Man 2004, tr. 116–117
43. ↑  Herbert & Twitchett 1995, tr. 214.
44. ↑  Mote 1999, tr. 256–257